# ATP Champions Tour 2016

Das Logo der ATP Champions Tour 2016

Im Folgenden werden die Turniere der Herrentennis-Saison 2016 (ATP Champions Tour) dargestellt. Sie wurde wie die ATP World Tour und die ATP Challenger Tour von der Association of Tennis Professionals organisiert.

## Turnierplan
In der Saison 2016 fanden folgende Turniere statt:
| Datum                    | Ort          | Turnier                                | Belag1        | Sieger                                            | Zweiter                                                              | Dritter       | Vierter            |
| ------------------------ | ------------ | -------------------------------------- | ------------- | ------------------------------------------------- | -------------------------------------------------------------------- | ------------- | ------------------ |
| 12.–21. Februar          | Delray Beach | Delray Beach Open                      | Hartplatz     | Team USA: James Blake Mardy Fish Aaron Krickstein | Team International: Wayne Ferreira Sébastien Grosjean Emilio Sánchez |               |                    |
| 16.–18. März             | Stockholm    | Kings of Tennis by Index International | Hartplatz (i) | John McEnroe                                      | Thomas Muster                                                        | Mats Wilander | Pat Cash           |
| 6.–9. Oktober            | Palma        | Legends Cup                            | Sand          | Carlos Moyá                                       | Tim Henman                                                           | Àlex Corretja | Mats Wilander      |
| 12.–15. Oktober          | Monterrey    | Monterrey Open                         | Hartplatz     | James Blake                                       | Juan Carlos Ferrero                                                  | Carlos Moyá   | Mark Philippoussis |
| 21.–23. Oktober          | Mexiko-Stadt | Titans Challenge Tournament            | Sand          | Juan Carlos Ferrero                               | Andy Roddick                                                         |               |                    |
| 12.–13. November         | Seoul        | KIA Champions Cup Tennis               |               | Marat Safin                                       | John McEnroe                                                         | Pete Sampras  | Pat Cash           |
| 19.–20. November         | Bari         | La Grande Sfida                        |               | Thomas Enqvist                                    | John McEnroe                                                         | Henri Leconte | Thomas Muster      |
| 30. November–4. Dezember | London       | Champions Tennis                       | Hartplatz     | Fabrice Santoro                                   | Xavier Malisse                                                       |               |                    |

- 1 Das Kürzel „(i)“ (= indoor) bedeutet, dass das betreffende Turnier in einer Halle ausgetragen wurde.

## Rangliste
| 1.  | John McEnroe        | Vereinigte Staaten     | 1.000 |  |
| 2.  | James Blake         | Vereinigte Staaten     | 880   |  |
| 3.  | Juan Carlos Ferrero | Spanien                | 700   |  |
| 4.  | Carlos Moyá         | Spanien                | 680   |  |
| 5.  | Tim Henman          | Vereinigtes Königreich | 475   |  |
| 6.  | Thomas Muster       | Österreich             | 450   |  |
| 7.  | Thomas Enqvist      | Schweden               | 400   |  |
| 7.  | Fabrice Santoro     | Frankreich             | 400   |  |
| 9.  | Andy Roddick        | Vereinigte Staaten     | 380   |  |
| 10. | Henri Leconte       | Frankreich             | 360   |  |
| 11. | Mats Wilander       | Schweden               | 350   |  |
| 12. | Mark Philippoussis  | Australien             | 325   |  |
| 13. | Mardy Fish          | Vereinigte Staaten     | 300   |  |
| 13. | Pat Cash            | Australien             | 300   |  |
| 13. | Xavier Malisse      | Belgien                | 300   |  |
| 16. | Fernando González   | Chile                  | 255   |  |
| 17. | Wayne Ferreira      | Südafrika              | 200   |  |
| 17. | Àlex Corretja       | Spanien                | 200   |  |
| 17. | Pete Sampras        | Vereinigte Staaten     | 200   |  |
| 20. | Greg Rusedski       | Vereinigtes Königreich | 175   |  |
| 21. | Aaron Krickstein    | Vereinigte Staaten     | 150   |  |
| 21. | Emilio Sánchez      | Spanien                | 150   |  |
| 21. | Sébastien Grosjean  | Frankreich             | 150   |  |
| 24. | Younes El Aynaoui   | Marokko                | 80    |  |
| 24. | Patrick Rafter      | Australien             | 80    |  |

### Punkte-Aufschlüsselung
| Sieg     | Finale   | Dritter  | Vierter  | Viertelfinale |
| -------- | -------- | -------- | -------- | ------------- |
| 400 Pkt. | 300 Pkt. | 200 Pkt. | 150 Pkt. | 80 Pkt.       |